# Pristomyrmex mendanai
Pristomyrmex mendanai är en myrart som beskrevs av Mann 1919. Pristomyrmex mendanai ingår i släktet Pristomyrmex och familjen myror. Inga underarter finns listade i Catalogue of Life.